# 23 Pułk Piechoty Liniowej
23 Pułk Piechoty Liniowej – polski pułk piechoty okresu powstania listopadowego.

## Formowanie i zmiany organizacyjne
Sformowany z gwardii ruchomych województwa augustowskiego. Zgodnie z etatem pułk miał składać się ze sztabu i trzech batalionów piechoty liniowej po cztery kompanie, winien liczyć 57 oficerów, 216 podoficerów, 40 muzykantów, i 2355 szeregowych frontowych i 27 żołnierzy niefrontowych. W sumie w pułku miało służyć 2695 żołnierzy.

## Żołnierze pułku
Pułkiem dowodzili:
- ppłk Jan Szpinger
- mjr Antoni Wojnarowski (od 22 marca 1931)

Oficerowie:
- Franciszek Kacper Fornalski

## Walki pułku
Pułk brał udział w walkach w czasie powstania listopadowego.
Bitwy i potyczki:
- pod Modlinem (26 czerwca)
- Utratą (16 sierpnia)
- Warszawą (6-7 września)

W 1831 roku, w czasie wojny z Rosją, żołnierze pułku otrzymali 1 kawalerski, 9 złotych i 15 srebrnych krzyży Orderu Virtuti Militari .

## Uzbrojenie i umundurowanie
Uzbrojenie podstawowe piechurów stanowiły karabiny skałkowe. Pierwotnie  było to karabiny francuskie wz. 1777 (kaliber 17,5 mm), później zastąpione rosyjskimi z fabryk tulskich wz. 1811 (kaliber 17,78 mm). Poza karabinami piechurzy posiadali bagnety i tasaki (pałasze piechoty). Wyposażenie uzupełniała łopatka saperska, ładownica na 40 naboi oraz pochwa na bagnet.
Umundurowanie piechura składało się z granatowej kurtki i sukiennych, białych spodni. Poszczególne pułki miały odmienne kolory naramienników, wyłogów oraz kołnierzy. Używano czapek czwórgraniastych. Po reformie w roku 1826 wprowadzono pantalony zapinane na guziki. Czapki czwórgraniaste zastąpiono kaszkietami z czarnymi daszkami i białymi sznurami. Na kaszkiecie znajdowała się blacha z orłem, numer pułku oraz ozdobny pompon.
Wyłogi jasnoszmaragdowe.